# Eugène Chevandier de Valdrome

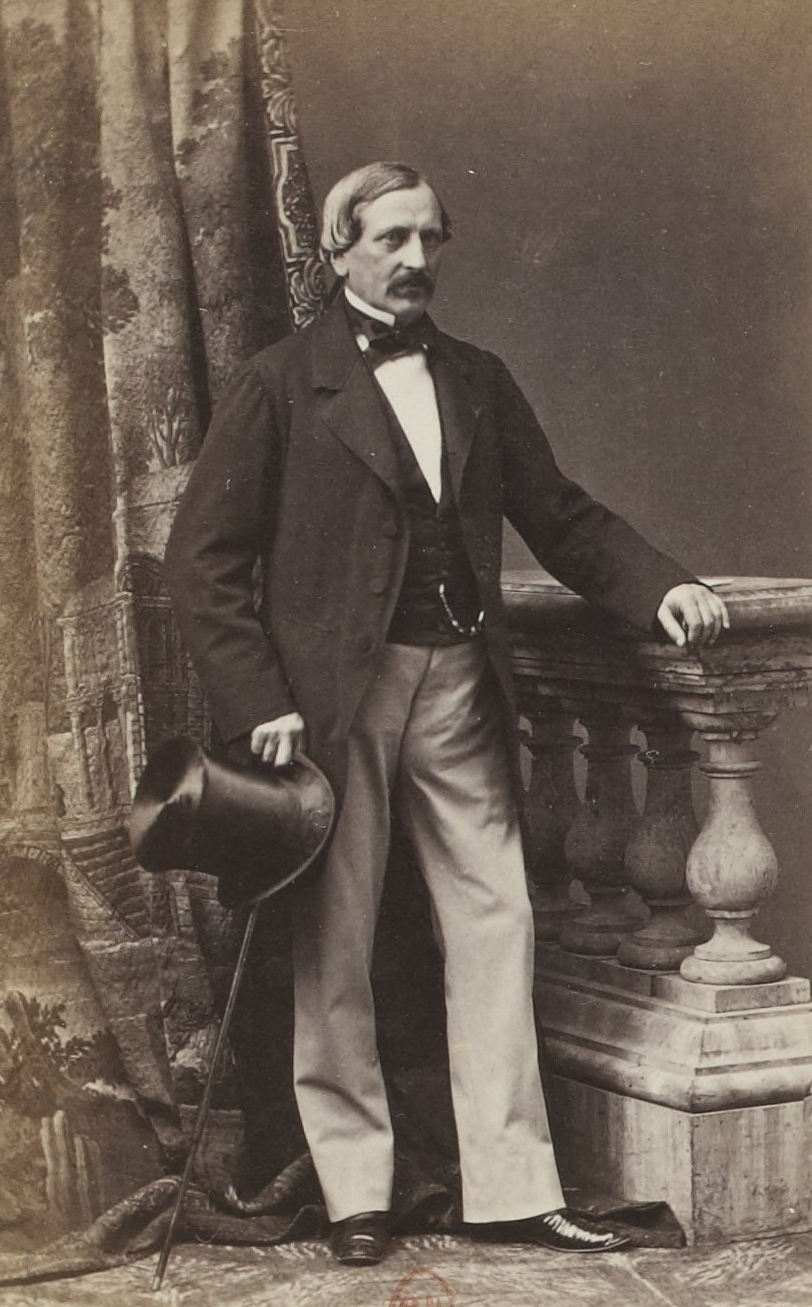
Eugène Chevandier de Valdrome.

Jean Pierre Napoléon Eugène Chevandier de Valdrome, född den 17 augusti 1810 i Saint-Quirin, död den 1 december 1878 i Cirey-sur-Vezouze, var en fransk politiker.
Chevandier de Valdrome var 1859–1870 medlem av lagstiftande kåren, deltog 1869 i den interpellation, som hade till följd, att ministeransvarighet infördes, och blev den 2 januari 1870 inrikesminister i Émile Olliviers kabinett. Vid plebiscitet den 8 maj 1870 utvecklade Chevandier de Valdrome en synnerlig kraft i sitt bemödande att skaffa den napoleonska dynastin en väldig majoritet. I augusti samma år nedlade han, liksom de övriga medlemmarna av Olliviers ministär, sitt ämbete. Chevandier de Valdrome var även skriftställare. Till hans mera värdefulla arbeten hör Recherches sur l'influence de l'eau sur la végétation des forêts (1844) och Recherches sur l'emploi des divers amendements dans la culture des forêts (1852).